# Presnova
Presnova ali metabolizem (grško μεταβολισμός) zajema kemične in fizikalne procese, pri katerih nastajajo ter se razgrajujejo snovi v organizmu. V presnovo so prav tako vključeni procesi, v katerih pridobiva organizem potrebno energijo. Pogosto govorimo o presnovi telesu tujih snovi.
Pri presnovi imajo bistven pomen encimi, ki katalizirajo kemijske reakcije. Posamezne encimsko katalizirane reakcije sestavljajo bolj ali manj zaključene procese v postopku metabolizma določene snovi; takšno sosledje reakcij imenujemo metabolna pot.
Z raziskovanjem metabolizma se ukvarjata predvsem biokemija in fiziologija.
Metabolizem delimo v dva procesa: razgradnjo organskih molekul ali katabolizem ter njihovo izgradnjo ali anabolizem. 

## Metabolne poti
Najpomembnejše metabolne poti so:
- Metabolizem ogljikovih hidratov
- Metabolizem maščobnih kislin
- Metabolizem beljakovin
- Metabolizem nukleinskih kislin

## Katabolne poti
- Celično dihanje - zajema metabolne poti, pri katerih nastaja energija v obliki molekul, kot sta ATP ali NADPH: 
  - Katabolizem ogljikovih hidratov
    - Glikogenoliza (pretvorba glikogena v glukozo).
    - Glikoliza (pretvorba glukoze v piruvat).
    - Pentozafosfatna pot (pri tem nastaja NADPH).

  - Katabolizem beljakovin (razgradnja beljakovin do aminokislin):
- Aerobno dihanje (v prisotnosti kisika):
  - Dihalna veriga
  - Oksidativna fosforilacija
- Anaerobno dihanje:
  - Corijev ciklus
  - Mlečnokislinska fermentacija
  - Etanolna fermentacija

## Anabolne poti
- Glikogeneza
- Glukoneogeneza
- Calvinov ciklus
- Fotosinteza:
  - Svetlobna stopnja
  - Temotna stopnja